# Douma des boyards
Pour les articles homonymes, voir Douma (homonymie).
Ne doit pas être confondu avec Douma d'État ou Douma d'État de l'Empire russe.
La Douma des boyards, qui a existé du XIVe au début du XVIIIe siècle, était en Russie le plus haut conseil auprès du chef de l'État (prince, grand-duc, tsar), un organe consultatif et législatif composé de représentants de l'aristocratie féodale.
Il s'agissait d'une continuation de la douma princière dans les nouvelles conditions historiques de l'existence de l'État russe à la fin du XIVe siècle. Aucun souverain ne pouvait se passer d'une Douma, pas même Ivan le Terrible.
La douma des boyards ne jouait pas un rôle indépendant, étant l'équivalent non pas d'une assemblée de l'aristocratie, mais d'un conseil d'État ; elle agissait toujours de concert avec le tsar, constituant avec le souverain un seul pouvoir suprême, d'où le nom de douma du tsar et de « siège avec les boyards » (réunions de la douma du tsar). Cette unité était particulièrement évidente en matière de législation et de relations internationales. Dans tous les cas, la décision était prise sous la forme suivante : « Le souverain a ordonné et les boyards ont condamné » ou « Par décret du souverain, les boyards ont condamné ».

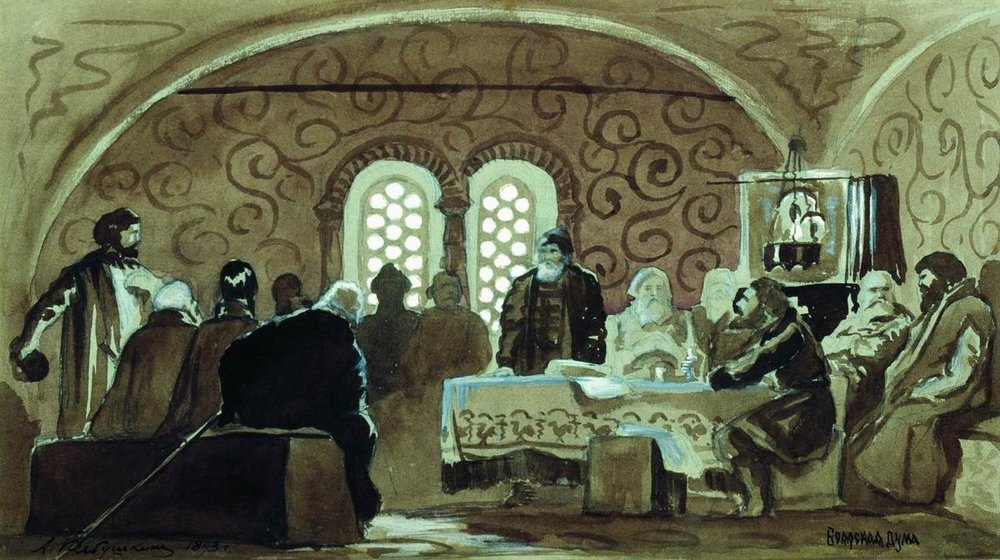
Réunion de la Douma des boyards

## Composition

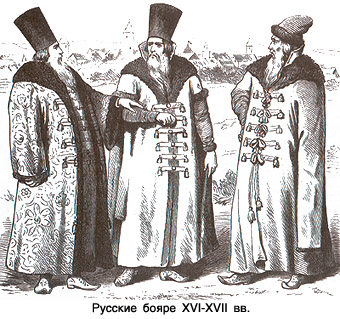
Boyards

La Douma des boyards comprenait des personnes de quatre rangs :
- boyards (classe supérieure, noblesse),
- okolnichy (dirigeait des ordres, des régiments, effectuait des missions diplomatiques),
- nobles de la Douma (ils dirigeaient les ordres et étaient nommés gouverneurs),
- greffiers de la Douma (ils rédigeaient et éditaient les projets de résolutions de la Douma des boyards, étaient chargés du travail administratif de la Douma des boyards et des ordres les plus importants).

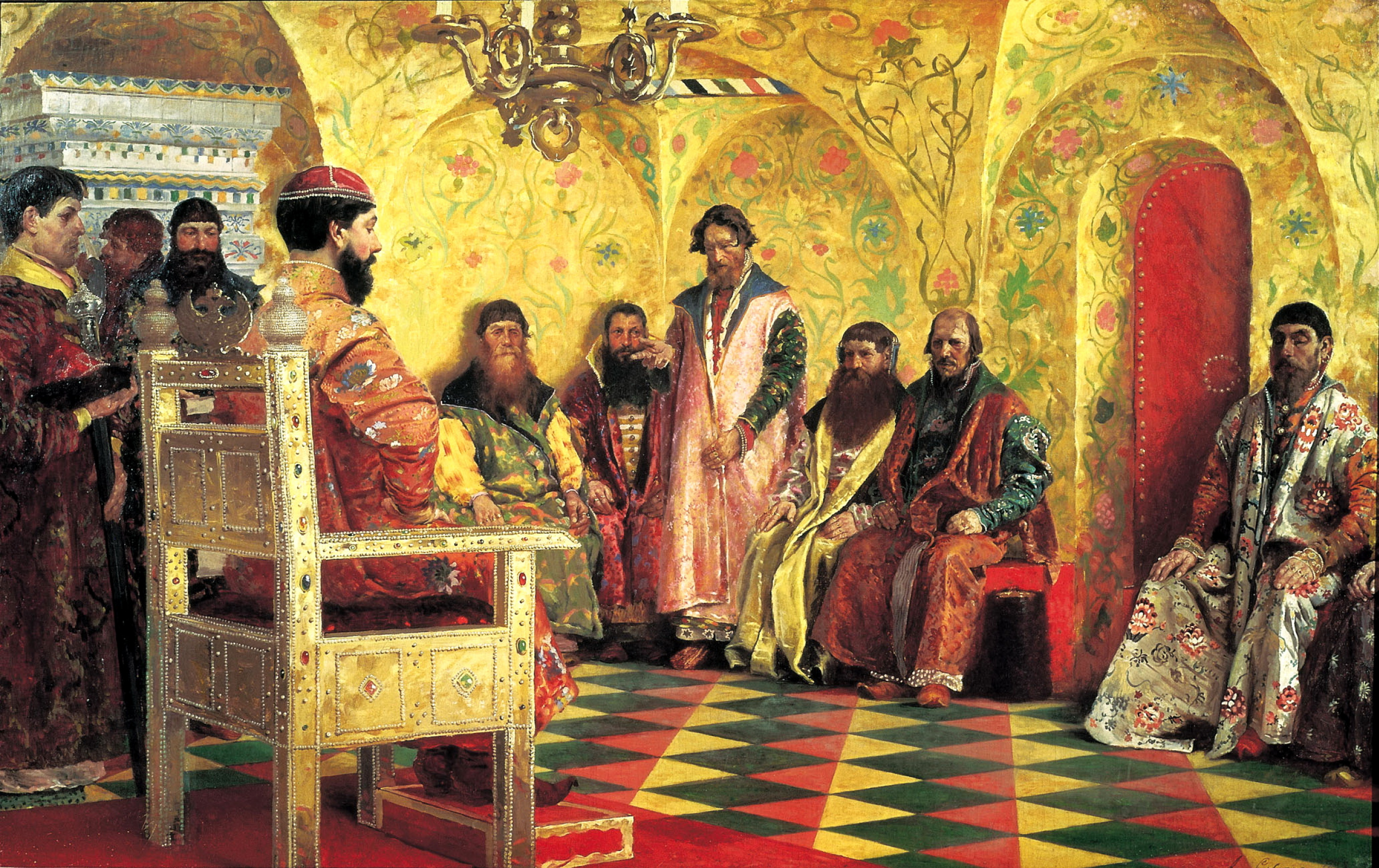
Le tsar Mikhaïl Fedorovitch et les boyards

## Compétences
Questions débattues par la Douma des boyards : 
- Déclarations de guerre,
- conclusion de la paix,
- collecte des impôts,
- adoption de lois,
- discussion des plaintes les plus importantes,
- contrôle de la correspondance diplomatique,
- réception des ambassadeurs étrangers,
- exerçait des fonctions de contrôle et de supervision sur les gouverneurs, et plus tard sur les gouverneurs de volost,
- a participé à une procédure judiciaire.

L'historien Stepan Veselovski (ru) a écrit :  

« Compte tenu des idées répandues sur la Douma des boyards en tant qu'institution, il convient de rappeler que les nobles que le tsar « admettait » — ou gratifiait — dans la Douma, c'est-à-dire parmi les « hommes de conseil », ne disposaient ni de chancellerie, ni de personnel attitré, ni d'un système propre de gestion des affaires ou d'archives des décisions prises. Le tsar, à sa discrétion, nommait certains membres de la Douma au poste de gouverneur militaire dans les principales villes du royaume — sur la Dvina, à Arkhangelsk, à Novgorod-la-Grande, à Belgorod, Kazan, Astrakhan, etc. D'autres étaient envoyés comme ambassadeurs à l'étranger ; à certains, il confiait des missions spécifiques ou même des secteurs entiers d'administration. Enfin, il en gardait quelques-uns près de lui comme conseillers permanents sur les affaires courantes du gouvernement. Ainsi, on peut dire que le rang de membre de la Douma ne reflétait pas nécessairement les mérites réels de service, mais plutôt le niveau qu'occupait la personne dans les cercles dirigeants de l'État. »

## Histoire
Étapes des activités de la Douma des boyards
- XIVe – XVe siècles – conseil princier, composé de guerriers proches du prince.
- XVIe – XVIIe siècles – organisme d'État chargé de gouverner le pays.
- 1550 - Le « Code des lois » d'Ivan le Terrible approuve les fonctions législatives de la Douma des boyards.
- 1565-1572 – pendant la période de l'opritchnina, l'influence de la Douma des boyards décline.
- 1558-1613 - déclin progressif du rôle de la Douma des boyards pendant la période des troubles.
- 1613-1682 – la formation de l'absolutisme en Russie, les activités de la Douma des boyards étaient en grande partie formelles.
- 1700 – abolition de la Douma des boyards par Pierre Ier.
- 1711 – Le Sénat, l'organe suprême du pouvoir de l'État, est formé à la place de la Douma des boyards.

La Douma des boyards a existé jusqu'au début du XVIIIe siècle. En 1711, le tsar Pierre Ier créa un nouvel organe gouvernemental : le Sénat. En 1711, Pierre Ier abolit la Douma des boyards en tant qu'institution ; mais les réunions avec les boyards continuèrent dans la soi-disant Chancellerie Proche (mentionnée depuis 1704 ), qui en elle-même n'était rien de plus que la chancellerie personnelle du tsar et une institution permanente ; mais les congrès des boyards dans la chancellerie n'étaient plus une institution fonctionnant en permanence. Dans les années qui suivirent, avant la création du Sénat, Pierre, lors de ses départs de la capitale, confia la gestion des affaires à plusieurs personnes, mais ne leur fit pas confiance et ne s'appuya pas sur elles. Le 22 février 1711, alors qu'il déclarait la guerre à la Turquie et se préparait à partir pour le théâtre des hostilités, il confia la gestion des affaires à plusieurs personnes, appelant leur corps collectif le Sénat, qui n'avait en aucun cas la signification antérieure de la Douma des boyards et n'était pas une institution politique.